# Kenny Rubenis

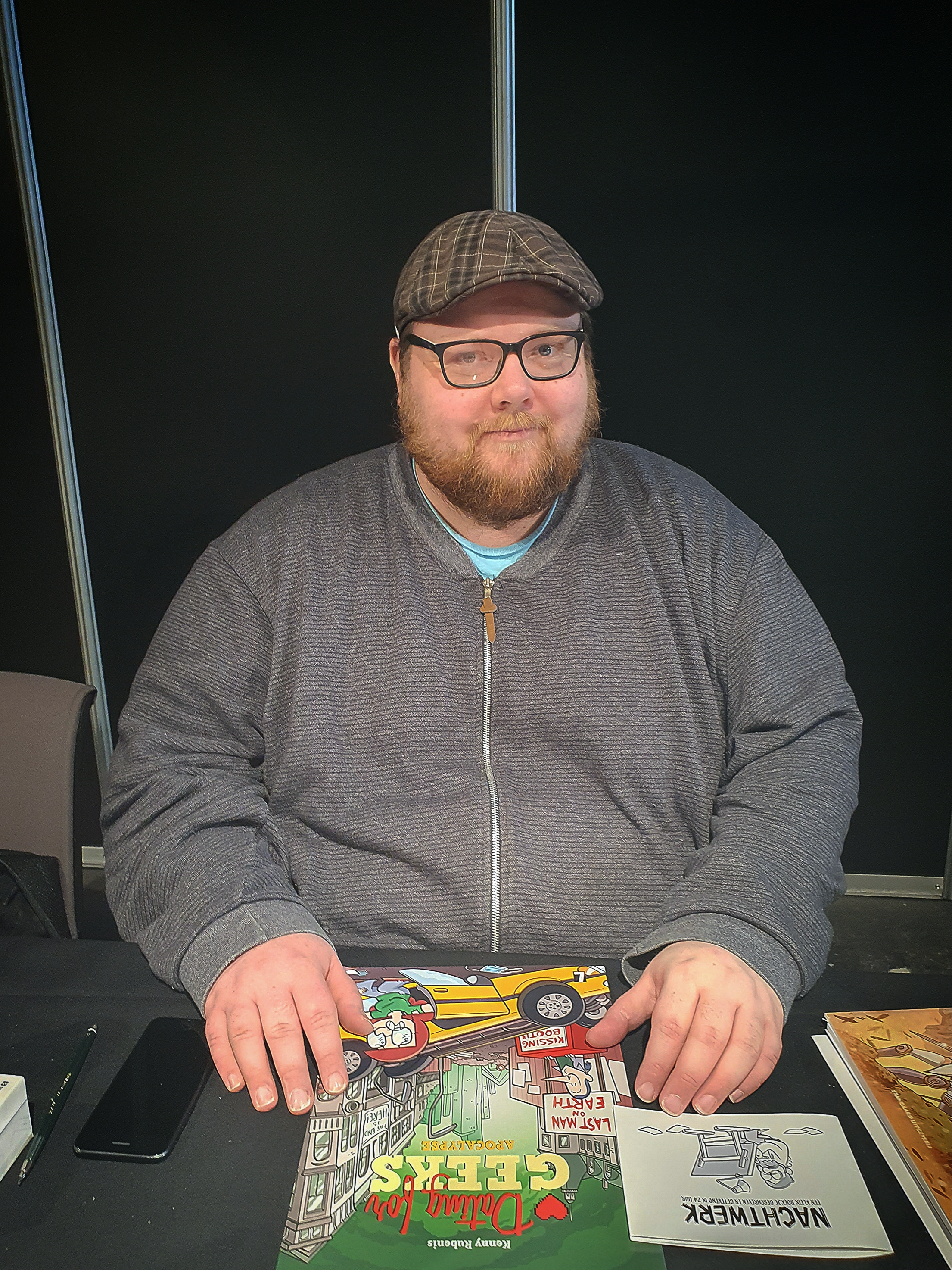
Kenny Rubenis op FACTS, april 2023

Kenny Rubenis (Rotterdam, 1 oktober 1984) is een Nederlandse striptekenaar. Hij is vooral bekend van de cartoonstrip Dating for geeks.
Rubenis werkte jarenlang als assistent van Jean-Marc van Tol. Ook tekende hij de webcomic Kenny's not so amazingly boring comic.

## Dating for geeks
In 2014 begon hij, voor het gratis ochtendblad Sp!ts, met de serie Dating for geeks. De serie bouwde voort op een aantal stroken die hij eerder in eigen beheer had uitgegeven. Later ging de serie over naar Metro, dat in 2019 met de strip stopte. Sindsdien publiceert Rubenis zijn strips dagelijks op zijn website en af en toe in Eppo. Om dit mogelijk te houden hield hij een crowdfundingsactie.
In cartoons van één strook tekent Rubenis het leven van een groep nerds van rond de dertig jaar oud. Ze hebben verschillende levens, maar delen hun passie voor videospelletjes, strips, cosplay, sciencefiction, fantasy en andere stereotiepe nerdinteresses. De personages kennen elkaar min of meer en komen elkaar geregeld tegen. Velen hebben grote moeite met het vinden van een partner, hoewel er ook een samenwonend stel in zit. Datingproblemen zijn, zoals de titel al suggereert, een terugkerend onderwerp. Rubenis haalt de stof deels, maar niet geheel, uit zijn eigen leven en dat van zijn vrienden- en kennissenkring.
Van de serie zijn zestien delen verschenen. De eerste zes delen verschenen bij Strip2000; toen deze uitgeverij werd opgeheven, verhuisde de reeks naar Uitgeverij L. Het zestiende album kwam in 2024 totstand met behulp van crowdfunding en was het afsluitende deel van de serie.

### Personages
De strip draait om een beperkt aantal personages; alleen in het begin waren er sporadisch stroken waarin geen van hen voorkwam.
- Claire is een roodharig meisje. Ze is druk op zoek naar een partner. Hoewel ze over aandacht niet te klagen heeft, lopen haar dates nooit op langdurig succes uit. Ze gaat veel op stap met haar huisgenote en zit sinds ongeveer 2020 bij Yvon, de datingconsulente die eerder Jasper onder haar hoede nam.
- Jasper is min of meer de hoofdpersoon. Hij heeft blauw haar, draagt een bril en heeft een stoppelbaard. Aanvankelijk woont hij nog bij zijn moeder, die hem aan het begin van de serie bij een datingbureau opgeeft. Hij weet door zijn sociale onhandigheid en nauwe interesses de ene na de andere date te verpesten. In deel 8 krijgt hij een vaste relatie met zijn datingconsulent Yvon.
- Jeff is een creep. Hij heeft donker haar dat hij in een paardenstaart draagt en een opvallend lange neus. Hij lijkt 'numbergames' te spelen: de lezer ziet hem voortdurend op mooie meisjes aflopen, die hij met vaak ongelofelijk schunnige openingszinnen probeert te verleiden. Daarnaast heeft hij een oogje op Claire, zijn min of meer vaste doelwit. Noch bij haar, noch bij andere meisjes heeft hij ooit enig succes; vaak moet hij het fysiek ontgelden.
- Kenny is een karikatuur van de tekenaar zelf. Hij is dik, brildragend, bebaard en wanhopig op zoek naar een vrouw, hoewel hij niet wil sporten of gezond wil eten om af te vallen.
- Marty is het ongeplande dochtertje van Jasper en Yvon. Zij komt in deel 10 ter wereld. Ze is vernoemd naar zowel Marty McFly uit Back to the Future als Marty Maraschino uit Grease. Marty is een baby maar groeit langzaamaan tot een peuter.
- Renee en Edward zijn een samenwonend stel. Aan het begin van de reeks zien we ze net uit hun studentenhuis verhuizen. Ze delen hun nerdy interesses, hoewel die bij Edward wel wat uitgesprokener zijn.
- Yvon is de datingconsulente bij wie Jasper wordt ingeschreven. Ze krijgt al snel een oogje op Jasper, maar wil dat niet toegeven omdat ze een goede klant aan hem heeft. Uiteindelijk krijgen ze een vaste relatie, ondanks hun grote verschillen.

Verder zijn er een paar terugkerende bijfiguren, zoals de vrienden/huisgenoten van Claire, Jeff en Kenny, de moeder van Jasper en Claires nichtje. Ook huisdieren als Mr. Whiskers (de kat van Yvon) en Bruce (de hamster van Renee en Edward; genoemd naar Bruce Wayne) hebben regelmatig kleine side-gags op de achtergrond.